# دوالي وريدية
الدوالي الوريدية (بالإنجليزية: Varicose Veins)‏ أو دوالي الساقين أو توسع الأوردة أو دوالي الأوردة هي أوعية دموية وتحديداً أوردة متسعة تشبه الحبال تجري تحت جلد الساقين مباشرة.
تنشأ دوالي الأوردة بسبب فشل أو تلف مجموعة من صمامات صغيرة موحدة الاتجاه في الأوردة، وهذه الصمامات تمنع الدم من الرجوع إلى القدمين بتأثير الجاذبية الأرضية، وكلما ضخت العضلات الدم تفتح الصمامات لتسمح للدم بالمرور ثم تغلق لتمنع تدفقه في الاتجاه العكسي، فإذا بدأ أحد هذه الصمامات في الإصابة بقصور وظيفي، فإن الدم يتسرب من خلاله ويتراكم فوق الصمام الذي أسفله، وهذا يجعل الجزء من الوريد الواقع فوق هذا الصمام ينتفخ، وفي نهاية الأمر يصبح الوريد متضخماً وظاهراً للعيان وبارزاً على سطح الجلد، كما تصبح الساق التي يوجد بها العديد من دوالي الأوردة متورمة بعض الشيء بسبب تسرب السوائل في الدم الراكد في الأوردة المتضخمة إلى الأنسجة المحيطة بالأوردة.

## كيفية تكون دوالي الاوردة «دوالي الساقين»
في كل وريد سلسلة من الصمامات موحدة تمنع الدم في الاوردة من الارتجاع إلى أسفل الساقين والقدمين، فإذا ضعفت تلك الصمامات فإن الدم يتسرب من خلالها ويتحرك عائدًا إلى موضعه السابق فيتراكم فوق الصمام الذي أسفله، وتراكم الدم هذا أو ركوده يجعل الاوردة تتمدد وتنتفخ بارزة فوق سطح الجلد، ومكوّنة دوالي الاوردة.

## علامات وأعراض
- الأوردة ذات اللون الأرجواني الداكن أو الأزرق.
- الأوردة التي تظهر ملتوية ومنتفخة؛ في كثير من الأحيان مثل الحبال على ساقيك.
- الشعور بألم أو ثقل في الساقين.[5]
- شعور مؤلم أو ثقيل في ساقيك.
- الحكّة حول وريد واحد أو أكثر.
- حَرْق، خفقان، تشنج عضلات وتورم في أسفل الساقين.
- ازدياد الألم بعد الجلوس أو الوقوف لفترات طويلة.
- تورم الكاحل، وخاصة في المساء.[6]

الأوردة العنكبوتية تشبه الدوالي، ولكنها أصغر. توجد الأوردة العنكبوتية قرب سطح الجلد وغالبًا ما تكون حمراء أو زرقاء. تظهر على الساقين، عادة ولكن يمكن العثور عليها أيضًا على الوجه. تختلف الأوردة العنكبوتية من حيث الحجم وغالبًا ما تبدو مثل شبكة العنكبوت.

### المضاعفات
مضاعفات الدوالي نادرة، لكن الدوالي شديدة يمكن أن يؤدي إلى مضاعفات كبيرة، بسبب ضعف الدورة الدموية في الطرف المصاب.
- التهاب الجلد الذي يمكن أن يؤهب لفقدان الجلد
- تقرحات الجلد خاصة بالقرب من الكاحل، وعادة ما يشار إليها باسم القرحة الوريدية.
- قرح المعدة: قد تتكَوّن قُرح مؤلمة للغاية على الجلد القريب من دوالي الأوردة، خاصة بالقرب من الكاحلين. تنجم القُرح الناتجة عن التراكم طويل الأجل للسائل في هذه الأنسجة عن الضغط المتزايد للدم داخل الأوردة المصابة.
- النزيف: قد تنفجر الأوردة القريبة للغاية من الجلد أحيانًا. عادة ما يتسبب هذا في نزيف بسيط فقط. ولكن، يستلزم حدوث أي نزيف الحصول على العناية الطبية لأن هناك خطر كبير لحدوثه مرة أخرى.
- الجلطات الدموية: في بعض الأحيان، تتضخم الأوردة الموجودة عميقًا داخل الساقين. في مثل هذه الحالات، قد تتورم الساق المصابة بشكل ملحوظ. يستدعي أي تورم مفاجئ في الساق الحصول على العناية الطبية الطارئة لأنه قد يشير إلى وجود جلطة دموية٬ وهي حالة معروفة طبيًا باسم التهاب الوريد الخثاري.[7]

## الأسباب
النساء أكثر عرضة للإصابة بالدوالي من الرجال وترتبط بالوراثة. العوامل الأخرى ذات الصلة هي الحمل والسمنة وانقطاع الطمث والشيخوخة والوقوف لفترات طويلة وإصابة الساق والإجهاد البطني. من غير المحتمل أن تكون الأوردة الدوالية ناجمة عن تقاطع الساقين أو الكاحلين. أقل شيوعا، ولكن ليس بشكل استثنائي، يمكن أن تكون الدوالي بسبب أسباب أخرى، مثل استهلاك الكحول المزمن بسبب تأثير الجانب توسع الأوعية فيما يتعلق بالجاذبية ولزوجة الدم.

## تشخيص
لتشخيص الدوالي، يقوم الطبيب بإجراء فحص جسماني يشمل، أيضا، مراقبة الساقين في حالة الوقوف، لملاحظة ما إذا كان هنالك تورم. وقد يطلب الطبيب في بعض الأحيان أيضا وصف ماهية الأوجاع في الساقين.
ويمكن أن يحتاج المريض للفحص بالموجات فوق الصوتية لمعرفة ما إذا كانت الصمامات في الأوردة تعمل طبيعيًا أم يوجد دليل على وجود جلطة دموية. في بعض الفحوصات غير التوغلية، يقوم الفني بوضع جهاز صغير محمول باليد (المحول) بحجم قطعة الصابون، على الجلد بالمنطقة التي تخضع للفحص. ينقل المحول صور الأوردة من الساقين إلى شاشة حتى يمكن للفني والطبيب رؤيتها.

## وسائل العناية الذاتية
يبدأ علاج دوالي الاوردة بوسائل تحفظية للسيطرة على تراكم الدم في الطرفين السفليين.
يجب عليك ارتداء جوراب طبية مرنة داعمة للساقين، وهي تمتد من الكاحلين حتى تصل إلى ما فوق الركبة مباشرة، وهذه الجوراب تضغط على الأوردة وتساعد على دفع الدم إلى أعلى، أي للقلب، وحتى تكون الجوارب أكثر فاعلية يجب عليك ارتداؤها كل صباح بمجرد الاستيقاظ من النوم.
إن ارتداء الجوارب من النايلون تحت الجورب الطبي يمكن أن يساعد الجورب الطبي على الانزلاق بسهولة أكبر.
- إذا كنت تعاني تورماً ملحوظاً بالساقين فإرفع كاحليك حتى يكون مستواهما أعلى من مستوى القلب لمدة 30 دقيقة مرتين يوميآ، فهذا سوف يقلل بدرجة كبيرة من التورم، إفعل هذا بالإضافة إلى ارتداء الجورب الطبي.
- ممارسة الرياضة أو التمارين الرياضية هي أمر مهم في السيطرة على أعراض دوالي الاوردة، إذ أن نشاط عضلات السمانتين والفخذين يساعد على ضخ الدم إلى أعلى في اتجاه القلب.

ورياضة السباحة هي من الانشطة المثالية إذ أن ضغط الماء يمكن أن يضغط الاوردة كما تفعل الجوارب الطبية.

## تأثير الرياضة على الدورة الدموية بالساق
إن الرياضة عظيمة الأهمية فهي يمنع تراكم الدم وركوده في الطرفين السفليين، فعندما تنقبض عضلات الساق فإنها تضغط الدم إلى أعلى خلال الاوردة المتجهة إلى القلب وتجبر صمامات الاوردة على أن تفتح، وبعد ارتخاء العضلات يمنع الدم من السقوط إلى أسفل (إلى الساقين) بانغلاق صمامات الاوردة دونه.
- انقاص الوزن يساعد أيضآ على التخلص من الأعراض عن طريق تخفيف العبء الواقع على الساقين.
- إذا كنت تعاني دوالي الأوردة يجب عليك توجيه اهتمام خاص زائد لصحة جلدك، إذ إن جلدك يمكن بسهولة أن يصبح جافآ ومثيرًا للحكة في المناطق المشدودة أو الممطوطة بسبب التورم، ومط الجلد يمكن أن يسبب تكون القرح أو تلوث الجلد (التهاب جلد خلوي)، وإن استخدام كريم جيد مرطب للجلد يمكن أن يساعد على التخلص من هذه المشكلة، فاستخدام كريم اللانولين أو كريم العناية باليد، وتجنب الفازلين فهو أقل فاعلية.
- تجنب الجلوس وقدميك متقاطعتين
- تجنب الوقوف أو الجلوس لفترة طويلة

## الوسائل الجراحية
ثمة علاجات عديدة متاحة للتخلص من دوالي الاوردة.

### العلاج التصلبي للأوردة
وهو عبارة عن عملية يتم فيها حقن مادة كيميائية خاصة داخل الاوردة الصغيرة حتى تسبب اتلافًا مقصودًا للبطانة الداخلية للوعاء الدموية، فينتج نسيج ندبي ينقبض بدوره، مما يجعل الوريد يختفي نهائيًا لجعلها تتصلب وتضيق، وهي أساسًا عملية تجميلية.

### العلاج بالليزر
يمكن علاج الأوردة الصغيرة بالليزر رغم أن النتيجة التجميلية ليست طيبة في بعض الأحيان.

### الجراحة (نزع الوريد)
بالنسبة للأوردة الأكبر حجمًا والتي تسبب أعراضًا خطيرة فإن أفضل علاج لها على المدى الطويل هو إزالة الوريد جراحيًا، وهذا ما يسمى نزع (تجريد) الوريد، وهذا يتم بعد التأكد من عدم وجود جلطات في الأوردة السطحية العميقة فقد تكون هذه الأوردة السطحية ضرورية لسريان الدورة الدموية حول مكان التجلط، وبهذا تكون إزالة أو تجريد تلك الأوردة سبب في تدهور حالة التورم في الساقين وبمجرد إزالة الوريد يجب أن تكون أعراضك قد أزيلت أيضًا.